# Гуамаджоре
Гуамаджоре (итал. Guamaggiore) — коммуна в Италии, располагается в регионе Сардиния, в провинции Кальяри.
Население составляет 1082 человека (2008 г.), плотность населения составляет 64 чел./км². Занимает площадь 17 км². Почтовый индекс — 9040. Телефонный код — 070.
Покровителем коммуны почитается святой Себастьян, празднование 20 января.

## Демография
Динамика населения:

## Администрация коммуны
- Официальный сайт: